# Ghiacciaio Kichenside
Il ghiacciaio Kichenside (in inglese Kichenside glacier) (67°46′S 47°36′E) è un ghiacciaio lungo circa 24 km e largo dai 6 ai 9, situato sulla costa occidentale della Terra di Enderby (un territorio costiero ancora privo di un toponimo preciso), in Antartide. Il ghiacciaio, il cui punto più alto si trova a 234 m s.l.m., fluisce in direzione nord-est fino ad alimentare la parte meridionale della piattaforma di ghiaccio Hannan.

## Storia
Il ghiacciaio Kichenside è stato delineato grazie a fotografie aeree scattate durante una delle spedizioni di ricerca antartica australiane (ANARE) svoltasi nel 1956 ed è stato così battezzato dal Comitato australiano per i toponimi e le medaglie antartici in onore del caposquadrone James C. Kichenside, della Royal Australian Air Force, ufficiale comandante della Flotta Antartica alla stazione Mawson nel 1960.